# يونس يعقوب
يونس يعقوب لاعب كرة قدم قطري يلعب حالياً .
كانت بداياته مع قطر و انتقل إلى نادي أم صلال في عام 2010 و انتقل الريان في عام 2013 و انتقل إلى الشحانية في عام 2018.

## روابط خارجية
- يونس يعقوب على موقع قاعدة بيانات كرة القدم.إي يو (الإنجليزية)
- يونس يعقوب على موقع Soccerway.com (الإنجليزية)